# Ajak Deng
Ajak Deng (ngày 7 tháng 12 năm 1989) là một người mẫu thời trang người Úc.

## Cuộc sống ban đầu
Đặng được sinh ra ở nơi mà ngày nay là Nam Sudan. Gia đình cô trở thành người tị nạn ở Kenya trước khi chuyển đến Melbourne, Úc vào năm 11 tuổi khi chính phủ Úc chấp nhận họ vì mẹ cô qua đời vì bệnh sốt rét. Cô có 7 anh chị em.

## Sự nghiệp
Công việc người mẫu quốc tế đầu tiên của cô bao gồm quảng cáo cho United Colors of Benetton và các chương trình thời trang cho Valentino, Lavin, Givenchy, Chloé, Maison Martin Margiela, Dior, Jean-Paul Gaultier, Oscar de la Renta, Alexander Wang và Marc by Marc Jacobs. Cô cũng từng làm người mẫu cho Calvin Klein, Levi, Louis Vuitton, Gap, Inc., Nine West, Kate Spade, MAC Cosmetics, Kenzo, Topshop, Rick Owens, Thom Browne, Jason Wu, Hermès, Belstaff, Emilio Pucci, Sally Hansen, Thakoon và Valentino.
Deng nhanh chóng bỏ nghề người mẫu vào năm 2016.
Cô đã thử vai cho một cô gái Bond nhưng được bảo rằng cô ấy quá xinh đẹp vì điều đó.
Kể từ năm 2018, cô là một trong những gương mặt của Fenty Beauty.